# Baldach złożony

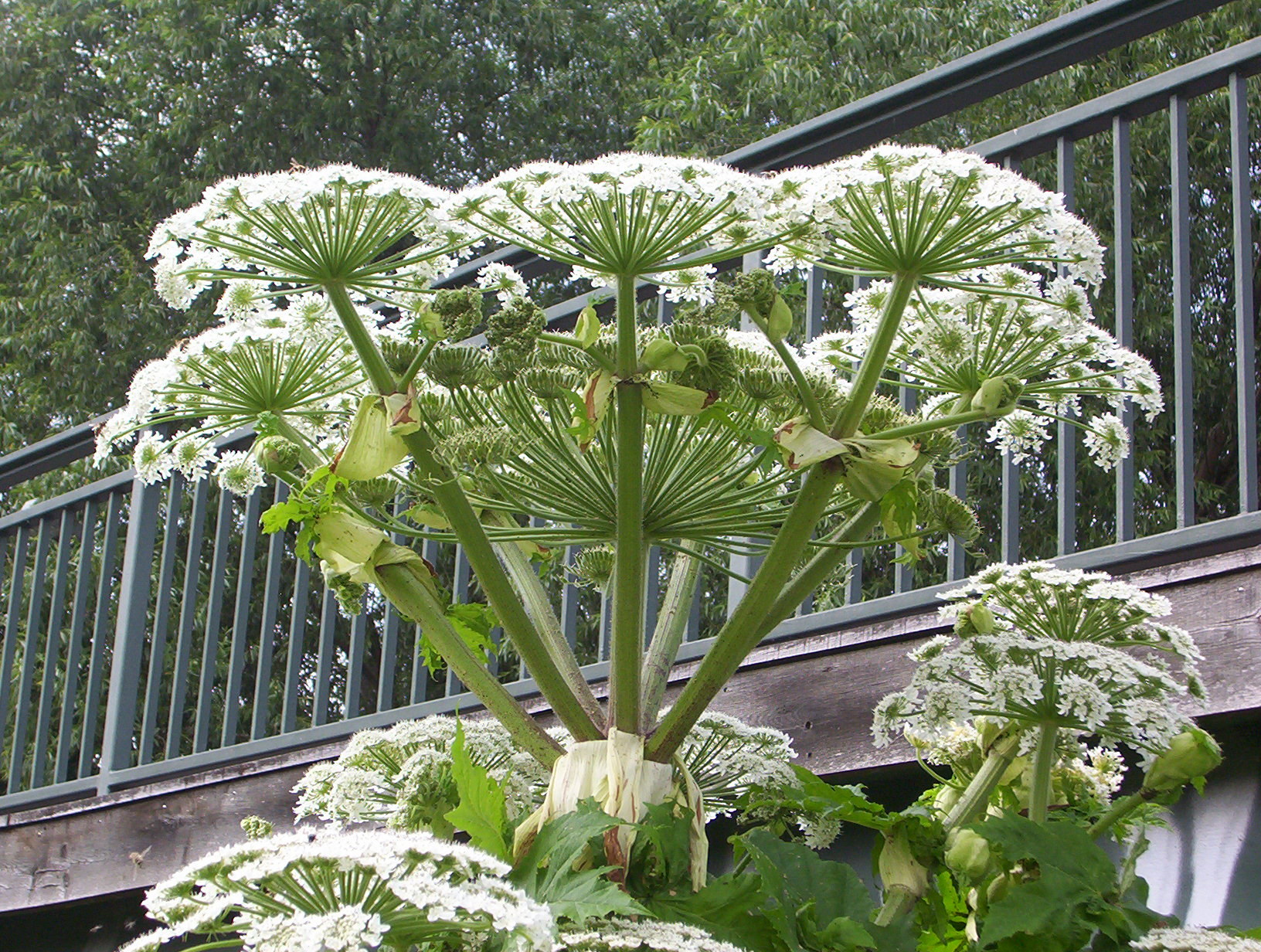
Baldachy złożone u barszczu Mantegazziego

Baldach złożony (łac. umbella composita, ang. compound umbel) – rodzaj kwiatostanu, w którym na szypułkach baldachów I rzędu wyrastają baldachy II rzędu (zwane baldaszkami). Czasami spotyka się baldachy podwójnie złożone, w których występują baldaszki drugiego rzędu (np. u barszczu Mantegazziego). Kwiatostan jest wówczas trzypiętrowy. W poszczególnych baldachach najwcześniej rozkwitają kwiaty zewnętrzne, czym bliżej środka, tym później. 
Baldach złożony należy do grupy kwiatostanów groniastych o silnie skróconej osi głównej. Ten typ kwiatostanu jest bardzo charakterystyczny zwłaszcza dla roślin z rodziny selerowatych (dawniej zwanych baldaszkowymi), np. kopru, marchwi. Wyrastające u niektórych roślin listki u nasady baldacha złożonego to pokrywy.